# Кейп-Йорк
Кейп-Йорк (англ. Cape York Peninsula) — крупный полуостров, расположенный на севере штата Квинсленд в Австралии, между Большим Барьерным рифом в Коралловом море, Торресовом проливом и заливом Карпентария. Этот удалённый полуостров является одним из последних оставшихся неосвоенных районов на Земле. Его не нарушенные человеческой цивилизацией влажные тропические леса и саванны имеют глобальное экологическое значение. Сейчас рассматривается вопрос о включении тропических лесов в список объектов Всемирного наследия.
Полуостров Кейп-Йорк охватывает площадь около 137 000 км², а его протяжённость с севера на юг составляет свыше 600 км. Восточная часть полуострова гористая (высотой до 555 м), а западная — низменная. На нём проживает порядка 18 тысяч человек, большинство из которых (~60 %) являются австралийскими аборигенами и островитянами Торресова пролива..
На северной оконечности полуострова лежит мыс Йорк — самая северная точка австралийского континента, поэтому дословно название можно перевести как «полуостров мыса Йорк». Расстояние от него до побережья острова Новая Гвинея составляет около 160 км. Современное название было дано полуострову в 1770 году британским путешественником Джеймсом Куком, который назвал его в честь герцога Йоркского.

## География
Являясь полуостровом, Кейп-Йорк с трёх сторон омывается водами. Точная граница на юге отсутствует. Тем не менее, если исходить из Закона о наследии полуострова Кейп-Йорк 2007 года (англ. Cape York Peninsula Heritage Act), то официальной границей являются 16° ю. ш., таким образом, площадь полуострова составляет около 137 тысяч км². Ширина Кейп-Йорка составляет около 430 км, длина — 660 км.

### Геология
Примерно 40 млн лет назад начался процесс откола Австралийской тектонической плиты от суперконтинента Гондвана. В процессе сталкивания с Тихоокеанской плитой примерно 5 млн лет назад произошло формирование высокогорных хребтов Новой Гвинеи. На протяжении плейстоцена Австралия и Новая Гвинея несколько раз были соединены сушей, а в ледниковый период, когда наблюдалось понижение уровня Мирового океана, полуостров Кейп-Йорк служил сухопутным мостом с Новой Гвинеей. Подобный мост также существовал и в другом месте, соединяя современный остров с полуостровом Арнем-Ленд и образуя пресноводное озеро, на месте которого сейчас находится залив Карпентария. Полуостров Кейп-Йорк оставался соединённым с Новой Гвинеей вплоть до образования Торресова пролива примерно 8 тысяч лет назад.

### Рельеф
Тропический ландшафт Кейп-Йорка является одним из наиболее стабильных в мире. Рельеф полуострова сильно эродирован и представлен практически плоскими равнинами с низкими холмами и горами в восточной части, которые являются продолжением Большого Водораздельного хребта. Они сформировались из горных пород периода докембрия и палеозоя. Высшая точка полуострова расположена в хребте Мак-Илрейт недалеко от поселения Коэн и достигает 823 м. К востоку и западу от хребтов полуострова расположены низменности Карпентария и Лаура, сложенные из древних мезозойских отложений. В их рельефе преобладают многочисленные извилистые реки и поймы.
На восточном побережье Кейп-Йорка, вдоль залива Шелберн, находятся обширные песчаные дюны; в Национальном парке Блэк-Маунтинс и у мыса Мелвилл — валуны чёрного гранита; в южной части полуострова известняковые карсты.

### Реки
Горный хребет полуострова образует водораздел между заливом Карпентария и Коралловым морем. К западу от него расположены многочисленные извилистые речные системы, в том числе Митчелл, Холройд, Арчер, Дьюси, Уэнлок, которые впадают в Карпентарию. В сезон засух большая часть рек пересыхает, но в сезон дождей они превращаются в мощные потоки воды. Реки восточных склонов имеют меньшую длину и отличаются высокой скоростью потока. По большей части, они протекают через густые тропические леса, песчаные дюны и мангры.
Речная система Кейп-Йорка отличается исключительным гидрологическом единством, образуя четверть всего речного стока Австралии. Хотя полуостров занимает всего 2,7 % площади Австралии, реки Кейп-Йорка обеспечивают больше стока, чем все реки страны, расположенные южнее Тропика Козерога. Кроме того, местные реки вносят значительный вклад в наполнение Большого Артезианского бассейна.

### Почвы
Почвы Кейп-Йорка (в основном латеризованные) на удивление неплодородные в сравнении с другими районами Австралии. Именно с этим фактом связана низкая плотность населения на полуострове.

### Климат
Климат Кейп-Йорка тропический, находящийся под сильным воздействием муссонов. Сезон дождей длится с ноября по апрель, сезон засух — с мая по октябрь. Температура воздуха в течение года высокая. Более прохладный климат отмечен на больших высотах. Среднегодовая температура на больших высотах составляет 18 °C, в низменностях юго-запада — 27 °C. Температуры выше 40 °C и ниже 5 °C регистрируются редко.
Среднегодовое количество осадков в регионе высокое: около 2000 мм в районе гор Айрон-Рейндж и к северу от Уэйпа и около 700 мм у южной границы полуострова. Большая часть осадков выпадает в период между ноябрём и апрелем (только на восточных склонах Айрон-Рейндж среднее количество осадков между июнем и сентябрём составляет выше 5 мм). Между январём и мартом среднемесячное количество осадков составляет около 170 мм на юге полуострова и около 500 мм к северу и в горах Айрон-Рейндж).

### Экосистемы

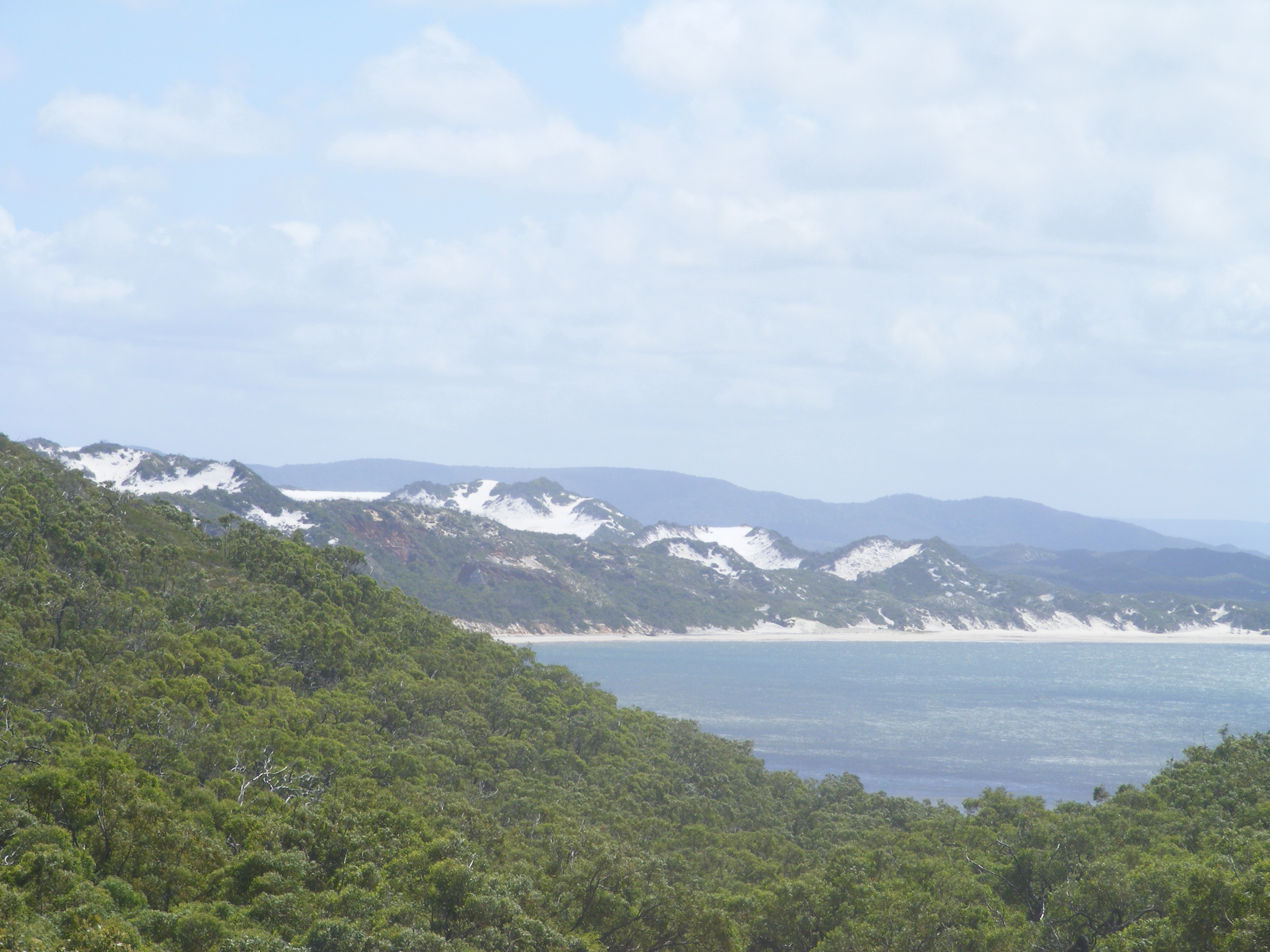
Песчаные дюны у мыса Флэттери.

На полуострове расположены обширные влажные тропические леса, тропические саванны, пустоши, заболоченные территории, заповедные реки и мангровые болота. Практически вся территория Кейп-Йорка (99,6 %) покрыта местной растительностью и лишь в нескольких местах фрагментирована.
Большая часть полуострова покрыта тропическими саваннами, в которых преимущественно произрастают высокие травы и небольшое количество деревьев (в основном эвкалипты), что делает их саванными редколесьями. Хотя на Кейп-Йорке саванны занимают большие площади, в мире в целом они встречаются очень редко или же сильно деградировались.
Влажные тропические леса занимают площадь примерно в 748 тысяч гектар, или 5,6 % всей площади полуострова. Рост и площадь тропических лесов зависят от уровня осадков в течение периода засух и других климатических условий. Наиболее благоприятные условия для них существуют на восточных склонах горных хребтов Кейп-Йорка. Леса полуострова по большей части являются девственными, с непропорционально высоким биологическим разнообразием, поэтому имеют высокое заповедное значение. Крупнейшие массивы тропических лесов сосредоточены в горах Мак-Илрейт и Айрон-Рейндж., где произрастает более 1000 видов растений (в том числе 100 редких или находящихся под угрозой исчезновения), 16 % всех видов орхидей, встречающихся в Австралии, и 200 видов бабочек, в том числе 11 эндемичных видов.
На бедных почвах в засушливых районах расположены тропические пустоши, крупнейшие массивы которых находятся в северо-восточной части Кейп-Йорка.
Обширные заболоченные местности полуострова являются «одними из крупнейших, богатых и наиболее разнообразных в Австралии». Всего на Кейп-Йорке установлено 19 заболоченных местностей национального значения, большинство из которых встречается в обширных поймах и прибрежных районах. Наиболее важные из них находятся на территории национальных парков Джардин-Ривер и Лейкфилд, а также в районе устьев рек на западных равнинах полуострова. Большинство заболоченных местностей появляется только в период дождей. В них произрастают редкие растения и обитают рыбы, крокодилы и другие животные, прячущиеся от засухи.
Прибрежные районы и устья рек покрыты обширными мангровыми зарослями. Крупнейший мангровый лес расположен на берегу залива Ньюкасл. Мангровые заросли выступают в качестве естественных рыбопитомников и мест обитания гребнистых крокодилов.

### Флора и фауна
В и вблизи гаваней полуострова отмечено крайне высокое биологическое разнообразие: более 700 видов наземных позвоночных животных и около 3300 видов цветковых растений. Как отражение богатой геологической истории Австралии, «флора и фауна полуострова Кейп-Йорк представляет собой сложное смешение реликтов Гондваны, изолированной природы Австралии и внедрившихся видов из Азии и Новой Гвинеи». Кроме того, на полуострове зарегистрировано самое большое количество эндемиков Австралии: более 260 видов эндемичных растений и 40 видов наземных позвоночных животных.
В тропических лесах Национального парка Айрон-Рейндж встречается большое количество видов, которые также присутствуют на острове Новая Гвинея, в том числе кускус вида лат. Phalanger mimicus и зелёно-красный благородный попугай.

## Население
Административным центром Кейп-Йорка является город Куктаун, расположенный в юго-восточной части полуострова. Крупнейшее поселение — Уэйпа на берегу залива Карпентария. В целом, на Кейп-Йорке расположено очень мало поселений, а имеющиеся имеют низкую численность населения. Вдоль центральной магистрали полуострова расположены небольшие города Лейкленд, Лора и Коэн. В самой северной части полуострова расположено несколько поселений, населённых преимущественно коренными жителями Австралии, например, Бамага и Сеисиа.

## Экономика
На полуострове достаточно хорошо развито пастбищное хозяйство, особенно в центральной и восточной частях Кейп-Йорка (пастбища занимают около 57 %). Земли коренных жителей Австралии занимают около 20 % (в том числе, полностью западное побережье). Остальные земли в основном объявлены национальными парками.
Полностью заасфальтированная дорога соединяет города Кэрнс и Атертон с Лейклендом и Куктауном. Дорога севернее Лейкленда зачастую заливается в сезон дождей.
В западной части Кейп-Йорка имеются месторождения бокситов (центр добычи — город Уэйпа).